# CZ 2075 RAMI
La CZ 2075 RAMI es una pistola semiautomática de la categoría "Subcompact“ que sale del probado diseño de la pistola CZ 75. Esta fabricada en la República Checa por Česká Zbrojovka Uherský Brod (CZ) y viene en calibre 9 mm Luger y .40 S&W. Su mecanismo de disparo trabaja en el modo SA/DA. La pistola usa una serie de elementos de seguridad, incluido el bloqueo del percutor y del seguro manual. Esta arma fue creada por Radek Hauerland y Milan Trkulja y por eso se llama "RAMI". La versión CZ 2075 D RAMI tiene un desamartillador que reemplaza al seguro manual tradicional. El material del armazón es de una aleación ligera de aluminio. En el año 2020 dejó de fabricarse.

## Usuarios
- Eslovaquia : Policia[2]